# Mary Poppins (musikal)
Mary Poppins är en Walt Disney Theatrical-musikal baserad på bokserien av P. L. Travers samt  Disneyfilmen från 1964. Den började spelas vid West End i december 2004 och fick två Olivier Awards, i kategorierna "Best Actress in a Musical" och "Best Theatre Choreography". Musikalen innehåller filmmusiken av Academy Award-vinnande Sherman Brothers, samt övrig musik och sångtexter av George Stiles och Anthony Drewe. Musikalen skrevs av Julian Fellowes och regisserades av Richard Eyre tillsammans med Matthew Bourne, som också var koreograf med Stephen Mear. Musikalen började spelas på Broadway i november 2006, med bara några förändringar mot West End-versionen. Den nominerades till Tony Award sju gånger, inklusive Best Musical, och vann Best Scenic Design.

## Svenska uppsättningar
Den 18 oktober 2008 sattes musikalen upp för första gången i en ickeengelskspråkig uppsättning på Göteborgsoperan med översättning av Magnus Lindman och i regi av Stina Ancker. Huvudrollerna som Mary och Bert spelades av Linda Olsson och Magnus Borén. Uppsättningen gick till 14 mars 2009.